# Norashen (ort i Armenien, Ararat)
Norashen är en ort i Armenien.   Den ligger i provinsen Ararat, i den centrala delen av landet, 21 km söder om huvudstaden Jerevan. Norashen ligger 897 meter över havet och antalet invånare är 3 049.
Terrängen runt Norashen är platt åt sydväst, men åt nordost är den kuperad. Runt Norashen är det ganska tätbefolkat, med 155 invånare per kvadratkilometer.. Närmaste större samhälle är Artasjat, 5,7 km sydväst om Norashen.
Trakten runt Norashen består i huvudsak av gräsmarker.